# Alpine Skiweltmeisterschaften 1939
Die 9. Alpinen Skiweltmeisterschaften fanden vom 12. bis 15. Februar 1939 in Zakopane in Polen statt.

## Geschichte
Nachdem Österreich 1938 an das Deutsche Reich angeschlossen worden war, konnten die ehemals österreichischen Sportler ihr eigenes Land nicht mehr vertreten und waren nur noch für das Deutsche Reich startberechtigt. Die in dieser Zeitspanne von „Österreichern“ (Ostmärkern) errungenen Erfolge zählen noch heute offiziell zur deutschen Medaillenbilanz. Betroffen sind davon die Medaillengewinne von Josef Jennewein, Wilhelm Walch und Helga Gödl bei den Weltmeisterschaften von 1939. (Hellmuth Lantschner war zwar auch – wie die gesamte Lantschner-Familie – aus Österreich, genau genommen aus der Innsbrucker Gegend – doch er war aus freien Stücken 1935 nach Deutschland gegangen und für den dortigen Skiverband gestartet).

Die nachfolgenden Weltmeisterschaften von 1941 konnten noch ausgetragen werden, wurden aber nachträglich (beim Kongress 1946) aufgrund der 1941 gegebenen politischen Lage von der FIS offiziell nicht anerkannt. Bis zu den Olympischen Winterspielen von 1948 fanden keine Großveranstaltungen mehr statt.
Gunnar Stenfors aus Finnland nahm als einziger Angehöriger des Svenska Finlands Skidförbund an den Weltmeisterschaften teil. In Finnland gab es – wie in den zu diesem Zeitpunkt nicht mehr existenten Staaten Tschechoslowakei und Österreich – zwei offiziell von der FIS zugelassene Skiverbände. Beim SFS handelte es sich um den Skiverband der schwedischen Minderheit in Finnland.

## Männer

### Abfahrt
| Platz | Sportler           | Land               | Zeit        |
| ----- | ------------------ | ------------------ | ----------- |
| 1     | Hellmut Lantschner | Deutsches Reich    | 3:26,88 min |
| 2     | Josef Jennewein    | Deutsches Reich    | 3:28,03 min |
| 3     | Karl Molitor       | Schweiz            | 3:29,57 min |
| 4     | Wilhelm Walch      | Deutsches Reich    | 3:30,31 min |
| 5     | Louis Agnel        | Frankreich         | 3:32,84 min |
| 6     | Vittorio Chierroni | Königreich Italien | 3:33,31 min |
| 7     | Maurice Lafforgue  | Frankreich         | 3:33,99 min |
| 8     | Christofer Berg    | Norwegen           | 3:34,08 min |
| 9     | Rudolf Cranz       | Deutsches Reich    | 3:35,71 min |
| 10    | Rudolf Rominger    | Schweiz            | 3:39,83 min |

Datum: Sonntag, 12. Februar 1939
Strecke: Kasprowy Wierch; 3600 m, Höhenunterschied: 800 m
Teilnehmer: 38 genannt; 37 gestartet; 35 gewertet; Teilnehmer von 13 Skiverbänden aus 12 Ländern.
Émile Allais hatte sich im Training verletzt und musste auf die Titelverteidigung verzichten.

### Slalom
| Platz | Sportler           | Land               | Zeit       |
| ----- | ------------------ | ------------------ | ---------- |
| 1     | Rudolf Rominger    | Schweiz            | 2:01,6 min |
| 2     | Josef Jennewein    | Deutsches Reich    | 2:05,3 min |
| 3     | Wilhelm Walch      | Deutsches Reich    | 2:08,8 min |
| 4     | Rudolf Cranz       | Deutsches Reich    | 2:09,0 min |
| 5     | Hellmut Lantschner | Deutsches Reich    | 2:19,0 min |
| 6     | Christofer Berg    | Norwegen           | 2:21,3 min |
| 7     | Ciril Praček       | Jugoslawien        | 2:22,2 min |
| 8     | Louis Agnel        | Frankreich         | 2:30,9 min |
| 9     | Alberto Marcellin  | Königreich Italien | 2:31,2 min |
| 10    | Hans Hansson       | Schweden           | 2:31,8 min |

Datum: Dienstag, 14. Februar 1939
Strecke: Suchy Żleb; 3600 m, Höhenunterschied: 200 m, 35 Tore
Kurssetzer: Sylbermann
Teilnehmer: 38 genannt; 30 gestartet; 24 gewertet; Teilnehmer von 13 Skiverbänden aus 12 Ländern.

### Kombination
| Platz | Sportler           | Land               | Punkte |
| ----- | ------------------ | ------------------ | ------ |
| 1     | Josef Jennewein    | Deutsches Reich    | 345,8  |
| 2     | Wilhelm Walch      | Deutsches Reich    | 352,0  |
| 3     | Rudolf Rominger    | Schweiz            | 353,6  |
| 4     | Rudolf Cranz       | Deutsches Reich    | 357,6  |
| 5     | Hellmut Lantschner | Deutsches Reich    | 359,8  |
| 6     | Christofer Berg    | Norwegen           | 369,5  |
| 7     | Louis Agnel        | Frankreich         | 378,8  |
| 8     | Karl Molitor       | Schweiz            | 383,7  |
| 9     | Alberto Marcellin  | Königreich Italien | 392,4  |
| 9     | Hans Hansson       | Schweden           | 392,4  |

Datum: Sonntag, 12. und Dienstag, 14. Februar 1939
Teilnehmer: 38 genannt; 37 gestartet; 23 gewertet; Teilnehmer von 13 Skiverbänden aus 12 Ländern.

## Frauen

### Abfahrt
| Platz | Sportler              | Land                   | Zeit        |
| ----- | --------------------- | ---------------------- | ----------- |
| 1     | Christl Cranz         | Deutsches Reich        | 3:25,44 min |
| 2     | Lisa Resch            | Deutsches Reich        | 3:39,15 min |
| 3     | Helga Gödl            | Deutsches Reich        | 3:40,71 min |
| 4     | Françoise Mattussiere | Frankreich             | 3:42,93 min |
| 5     | Gritli Schaad         | Schweiz                | 3:46,29 min |
| 6     | Nicole Villan         | Frankreich             | 3:48,62 min |
| 7     | Isobel Roe            | Vereinigtes Königreich | 3:50,73 min |
| 8     | Cécile Agnel          | Frankreich             | 3:51,15 min |
| 9     | Nini von Arx-Zogg     | Schweiz                | 3:53,39 min |
| 10    | Laila Schou Nilsen    | Norwegen               | 3:55,91 min |

Datum: Sonntag, 12. Februar 1939
Strecke: Kasprowy Wierch; Länge: 3200 m;
Teilnehmer: 25 genannt; 25 gestartet; 24 gewertet; Teilnehmer aus 9 Ländern.
Hela Marusarzówna, die als am besten eingeschätzte polnische Abfahrt- und Slalomläuferin, verletzte sich im Training und konnte nicht an den Wettbewerben teilnehmen.
Erna Steuri aus der Schweiz verletzte sich ebenfalls vier Tage vorher in einem Trainingslauf und musste den Abfahrtslauf vorzeitig beenden.
Die italienische Mannschaftsführung gab am 9. Februar bekannt aufgrund der schwierigen Bedingungen auf ein Antreten mit ihrer Frauenmannschaft zu verzichten.

### Slalom
| Platz | Sportler           | Land            | Zeit       |
| ----- | ------------------ | --------------- | ---------- |
| 1     | Christl Cranz      | Deutsches Reich | 2:36,3 min |
| 2     | Gritli Schaad      | Schweiz         | 2:46,5 min |
| 3     | May Nilsson        | Schweden        | 2:55,8 min |
| 4     | Lisa Resch         | Deutsches Reich | 2:58,9 min |
| 5     | Elisabeth Hoferer  | Deutsches Reich | 2:59,3 min |
| 6     | Elisabeth Spokeli  | Norwegen        | 3:03,7 min |
| 7     | Laila Schou Nilsen | Norwegen        | 3:07,4 min |
| 8     | Zofia Stopkówna    | Polen           | 3:21,1 min |
| 9     | Maria Marusarzówna | Polen           | 3:38,5 min |
| 10    | Erna Steuri        | Schweiz         | 3:47,5 min |

Datum: Mittwoch, 15. Februar 1939
Strecke: Suchy Żleb; Länge: 200 m; 25 Tore
Teilnehmer: 25 genannt; 23 gestartet; 20 gewertet; Teilnehmer aus 9 Ländern.

### Alpine Kombination
| Platz | Sportler           | Land            | Punkte |
| ----- | ------------------ | --------------- | ------ |
| 1     | Christl Cranz      | Deutsches Reich | 330,2  |
| 2     | Gritli Schaad      | Schweiz         | 359,5  |
| 3     | Lisa Resch         | Deutsches Reich | 362,3  |
| 4     | May Nilsson        | Schweden        | 383,9  |
| 5     | Laila Schou Nilsen | Norwegen        | 385,8  |
| 6     | Elisabeth Hoferer  | Deutsches Reich | 389,8  |
| 7     | Elisabeth Spokeli  | Norwegen        | 406,4  |
| 8     | Zofia Stopkówna    | Polen           | 426,2  |
| 9     | Cécile Agnel       | Frankreich      | 431,1  |
| 10    | Nicole Villan      | Frankreich      | 431,5  |

Datum: Sonntag, 12. und Mittwoch, 15. Februar 1939
Teilnehmer: 25 genannt; 25 gestartet; 19 gewertet; Teilnehmer aus 9 Ländern.

## Medaillenspiegel
| Platz | Land            | Gold | Silber | Bronze | Gesamt |
| ----- | --------------- | ---- | ------ | ------ | ------ |
| 1     | Deutsches Reich | 5    | 4      | 3      | 12     |
| 2     | Schweiz         | 1    | 2      | 2      | 5      |
| 3     | Schweden        | –    | –      | 1      | 1      |